# Bartolomeu de Quental

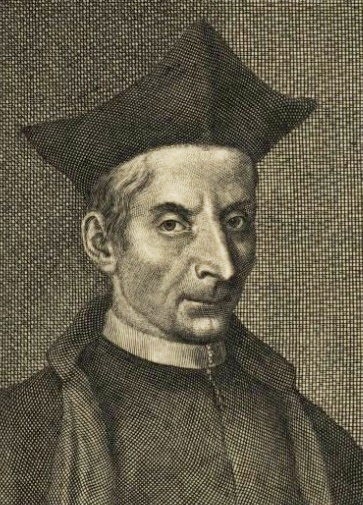
Bartolomeu De Quental

Bartolomeu de Quental (* 22. August 1626 in Fenais da Luz, Insel São Miguel, Azoren, Portugal; † 20. Dezember 1698 in Lissabon, Portugal) war ein portugiesischer Geistlicher und geistlicher Schriftsteller. Er begründete den portugiesischen Zweig der Oratorianer und trug zu deren weltweiter Ausbreitung bei. Im Volk wurde er als Heiliger verehrt und hat bedeutende geistliche Schriften verfasst.

## Leben
Bartolomeu de Quental entstammte einer bürgerlichen Familie, er hatte noch zwei Brüder, die sich in Tätigkeiten der Politik und des Handels hervortaten. Sein Vater war Anwalt und königlicher Rat der Azoren am Königshof und darüber hinaus ein bedeutender Händler und Kaufmann. Die Familie Quental gehörte damals zu den führenden Schichten des gesamten Archipels. 
Als Kind und Jugendlicher wurde ihm eine eigentümliche Liebe zur heiligen Messe und zu den Predigten nachgesagt. Kurzzeitig zog er 1643 nach Lissabon, um in Evora an der Königlichen Akademie Philosophie zu studieren und 1647 seine Promotion abzuschließen. Es folgte ein Studium der Theologie in Portugals bedeutendster Universität in Coimbra. Er beendete seine Studien 1652 und wurde im Dezember des gleichen Jahres in der Kirche Espirito Santo zum Priester geweiht.
Seine geistliche Laufbahn begann am Hof des Königs. Dort wurde er Hofkaplan und Beichtvater von König Dom João IV. als Nachfolger von António Vieira, der nach Brasilien in die Mission gegangen war. In dieser Zeit lernte er die Lehren der Oratorianer und ihres Gründers Philipp Neri kennen und wurde davon begeistert. Er war sich trotz seiner steigenden Bekanntheit nicht zu schade, auch weiterhin als einfacher Wanderprediger tätig zu sein. 
Nach dem Tod von König Dom João IV. verließ er den Hof und setzte sich fortan für die Etablierung der Kongregation der Oratorianer ein. Er erreichte, dass eine erste Zulassung der Kongregation in Portugal 1667 erfolgte, die endgültige Bestätigung für Portugal und seine Kolonien wurde vom Papst 1674 erteilt. Die Kongregation residierte für Portugal und Übersee in der Casa de Lisboa. Er begründete Oratorier-Niederlassungen in Pernambuco (Brasilien bzw. Portugiesisch-Amerika) und in Goa. Dadurch trug er entscheidend zur weltweiten Verbreitung der Kongregation bei. Quental richtete seine Gründung nach Bérulle aus, dem französischen Kardinal und Oratorianer, der einen Reformzweig der Kongregation begründet hatte. Quental lehnte Musik und Prunk in den Kirchen strikt ab.
Er starb am 20. Dezember 1698 im Alter von 72 Jahren an den Folgen einer Rippenfellentzündung.
Der Titel eines Prälaten der Kirche wurde ihm ebenso wie der Ehrentitel „Ehrwürdiger“ durch Papst Benedikt XIV. noch zu Lebzeiten verliehen. 1733 erschien eine Biographie über Bartolomeu in Italienischer Sprache. In Ferais da Luz ist eine Straße nach ihm benannt. 1973 erschien die Briefkorrespondenz des Paters in Französischer Sprache. 
Quental stand im „Ruf der Heiligkeit“ und war außerordentlich beliebt beim Volk. Nach seinem Tod wurden ihm zahllose Wunder zugeschrieben. Neunundzwanzig Jahre nach seinem Tod ließ König Dom João V. sein Grab öffnen und fand den Leichnam völlig unversehrt vor. Er küsste ihm den Arm. Durch Anhänger von Quental wurde 1720 und 1733 jeweils ein Seligsprechungsprozess beim Papst angeregt, doch im Zuge der Vertreibung und Enteignung der Jesuiten in Portugal durch den Marquês de Pombal wurden auch die Oratorier verfolgt und das Vorhaben geriet in Vergessenheit.
Der Familie de Quental entstammte im 19. Jahrhundert der berühmte Dichter Antero de Quental.

## Werke
- Meditações da infancia de Christo (Meditationen über die Kindheit Christi), 1679.
- Meditações de morte de Christo (Meditationen über den Tod Christi), 1683.
- Meditações de Christo nosso Senhor (Meditationen über Christus unsern Herrn), 1692–1694.
- Meditações dos domingos do ano (Meditationen für die Sonntage im Jahreskreis), 1695/1696/1699.
- Sermões de Padre Bartolomeu de Quental (Predigten von Padre Bartolomeu de Quental), 1695–1699.
- Cartas de Padre Bartolomeu de Quental (Briefe und Korrespondenz von Padre Bartolomeu de Quental, französisch), 1973.